# Francesco Guicciardini (Politiker)

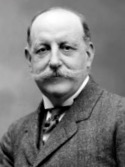
Francesco Guicciardini

Francesco Conte Guicciardini (* 5. Oktober 1851 in Florenz; † 1. September 1915 in Florenz) war ein italienischer Jurist und Politiker.  Vom 10. März 1896 bis zum 14. Dezember 1897 war er in den Kabinetten Rudinì (2. und 3.) Minister für Landwirtschaft, Industrie und Handel, vom 8. Februar bis zum 29. Mai 1906 und vom 11. Dezember 1909 bis zum 31. März 1910 in den Kabinetten Sonnino (1. und 2.) Außenminister seines Landes.

## Leben und politische Karriere
Nach einem Studium der Rechtswissenschaften an der Universität Pisa strebte der junge Graf Guicciardini sofort in die Politik. Seit 1882 war er für einen Florentiner Wahlkreis Abgeordneter in der Camera dei deputati, wo er sich zu den Linksliberalen der Fraktion Giuseppe Zanardellis hielt und auf Fragen der Land- und Forstwirtschaft spezialisierte. Zeitweilig war er in den letzten Regierungen Depretis Generalsekretär (heute etwa: Staatssekretär) im Landwirtschaftsministerium, bevor er von 1889 bis 1891 als Bürgermeister seiner Heimatstadt amtierte und deswegen im November 1889  aus dem Parlament ausschied. Im November 1892 wieder in die Abgeordnetenkammer gewählt, beschäftigte sich Guicciardini nun vorwiegend mit Außenpolitik. In den Legislaturperioden 1900 bis 1904 und 1909 bis 1913 war er einer der Vizepräsidenten der Abgeordnetenkammer. Nachdem Zanardelli 1903 gestorben war, näherte sich Guicciardini den konservativen Positionen Sidney Sonninos. Nach dem Sturz des zweiten Kabinetts Sonnino hatte er keine Regierungsämter oder einflussreiche parlamentarische Positionen inne, blieb aber bis zu seinem Tode Abgeordneter.